# Man at the Top
Man at the Top é uma série de televisão da Inglaterra, que foi ao ar na ITV e durou 23 episódios entre 1970-1972. 
A série conta a história de Joe Lampton, o protagonista de Room at the Top e dois filmes foram lançados, Room at the Top e Life at the Top. 
Em 1973 um spin-off foi lançado Man at the Top.

## Elenco
- Kenneth Haigh - Joe Lampton
- Zena Walker - Susan Lampton
- Mark Dignam (série 1) / Paul Hardwick (série 2) - Abe Brown
- Avice Landone - Margaret Brown
- Keith Skinner (série 1) / Brendan Price (série 2) - Harry Lampton
- Charlie Armitage - Colin Welland
- James Donnelly - Teddy Soames
- Kim McCarthy - Barbara Lampton
- Janet Key - Dr. Helen Reid
- Ann Lynn - Jonni Devon